# Albert Spaggiari
Albert Spaggiari, né le 14 décembre 1932 à Laragne-Montéglin dans les Hautes-Alpes et mort le 10 juin 1989 à Hyères, est un malfaiteur français.
Il est connu pour avoir été le cerveau auto-proclamé du « casse du siècle » survenu à la Société générale de Nice, en juillet 1976. Ancien soldat de la guerre d'Indochine, partisan de l'Organisation armée secrète (OAS), écrivain et photographe, il a échappé à la police française durant sa cavale qui a duré jusqu’à sa mort, après une évasion spectaculaire.

## Biographie
Albert Romain Spaggiari est né en 1932 à Laragne-Montéglin (Hautes-Alpes) dans une famille franco-italienne. Alors qu'il n'a que trois ans, son père meurt (en 1935). Sa mère refait sa vie à Hyères (Var) où elle tient un magasin de lingerie. Il est scolarisé à l'Institution Sainte-Marie de La Seyne-sur-Mer. À l’âge de seize ans, il fugue pour rencontrer le célèbre bandit sicilien Salvatore Giuliano. Durant ce voyage, il fait quelques rencontres avec des personnages hauts en couleur, ce qui accroît encore son admiration pour la marginalité.
En 1950, à 17 ans, il s'engage chez les parachutistes et part pour l’Indochine française où il est affecté au 3e bataillon de parachutistes coloniaux. Il y est deux fois blessé et une fois décoré.
C'est en 1953, en Indochine française, qu'il commence sa carrière de détrousseur. Le 31 janvier de cette même année, il se fait remettre, avec un complice, la caisse du Milk Bar, un bordel d'Hanoï dont les tenanciers s'étaient mal comportés avec des camarades parachutistes. Il est reconnu et arrêté.
Le 17 août 1954, il est condamné à cinq ans de travaux forcés et vingt ans d'interdiction de séjour en Indochine.
En novembre de la même année, il quitte l'Indochine pour la France où il rejoint Marseille et sa prison des Baumettes. Pendant son séjour carcéral, il prend des cours de chaudronnerie et de soudure.
En 1957, après deux remises de peine, il est libéré et s'installe à Hyères, où il rencontre sa première femme, Audi, une infirmière qu’il épouse civilement le 27 janvier 1959. Albert trouve un travail à la société Fichet-Bauche, fabricant de coffres-forts. Celle-ci se trouve à Dakar, au Sénégal. Selon Spaggiari, il y fabrique des meubles métalliques et parfois ouvre les coffres à la perceuse ou au chalumeau pour les clients qui ont perdu les clés. Albert reste dans cette ville jusqu'en mars 1960, puis il regagne la France en compagnie de son épouse.
Un an plus tard, il est chargé, selon ses dires, d’abattre le général de Gaulle mais reçoit un ordre d'annulation au dernier moment (il qualifie cette tentative avortée de « plus grande déception de sa vie »)[réf. nécessaire]. Son nouveau combat devient l’Organisation armée secrète (OAS). Le 27 février 1962, il est arrêté à Villefranche-sur-Mer (Alpes-Maritimes) dans une imprimerie clandestine de tracts pour l’OAS. Ses compagnons s'en sortent avec des peines avec sursis, mais Spaggiari est condamné à quatre ans de prison ferme, des armes et des munitions ayant été trouvées à son domicile. Il est incarcéré à la prison des Baumettes. Il sort en 1965 et s'installe à Bézaudun-les-Alpes dans l'arrière-pays niçois. Il commence alors à militer dans les rangs nationalistes.
Il ouvre un magasin de photo à Nice dans le quartier Ferber en 1968. De ce fait, il travaille beaucoup avec la mairie pour les photos de mariage, ce qui explique certains de ses contacts avec les élus locaux. Puis vient le fameux « casse » de Nice.

### «Casse du siècle»

#### Inspiration et préparatifs
Albert Spaggiari mène une vie calme, travaillant à son studio de photographie du 56, boulevard René-Cassin (ex-rue de Marseille), à Nice ; il était photographe à la mairie de Nice. Albert vit dans une bergerie isolée dans les collines niçoises, proche du village de Bézaudun-les-Alpes, sur les flancs du mont Cheiron. La bergerie est baptisée « Les Oies sauvages » (les S de la pancarte rappelant volontairement le symbole des SS), en l'honneur du chant de la Légion étrangère. Mais il se lasse vite de cette vie monotone ; pour cette raison, il conçoit et dirige une opération qui est ensuite appelée le « casse du siècle » de Nice.

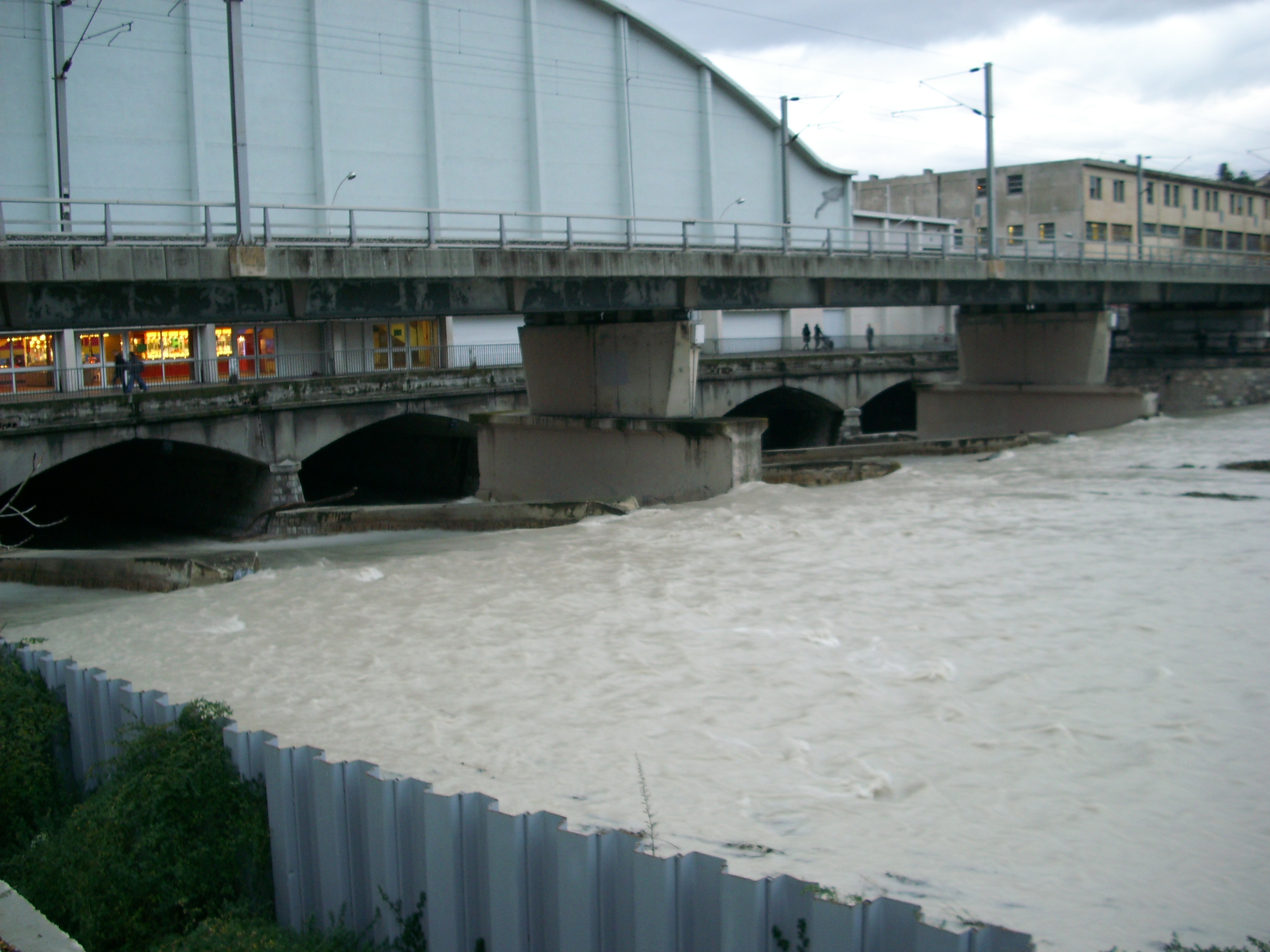
Le Paillon passe sous le palais des expositions. C'est par cet endroit que Spaggiari et ses complices rejoignirent les égouts de la ville.

L'idée de s'attaquer à la Société générale de Nice lui vient des romans à suspense qu'il dévore à cette époque, et notamment de Tous à l'égout, de Robert Pollock, qui décrit le cambriolage d'une banque dans laquelle les malfaiteurs s'introduisent en empruntant les égouts. Un ami conseiller municipal, et employé à la Société générale, lui apprend que la salle des coffres de l'agence de Nice située avenue Jean-Médecin est dépourvue de système d'alarme, ses murs en béton d'1,80 m d’épaisseur étant censés être suffisamment protecteurs.
Albert Spaggiari se prend alors à rêver à un cambriolage de l'agence, qui emprunterait les égouts de la ville.
Deux ans avant le cambriolage, pour évaluer le caractère réalisable de son projet, il loue un coffre à la Société générale dans lequel il place un réveil, qu'il règle pour sonner la nuit. Le but de la manœuvre vise à s'assurer de l'absence de systèmes de détection (sismique ou acoustique) à l'intérieur de la salle des coffres. Dans le même temps, il commence une exploration minutieuse des égouts en empruntant l'entrée située en amont de la partie couverte du fleuve Paillon, départ sous le palais des expositions de Nice, qui rejoint, après deux kilomètres, les égouts de la ville.
Après plusieurs nuits de visite, il se persuade qu'il est possible de creuser un tunnel d'accès à partir de l'égout, exactement sous la plaque d'entrée située au milieu de la rue Gustave-Deloye, au niveau de l'angle avec la rue Hôtel-des-Postes, et ceci, jusqu'à l'intérieur de la salle des coffres.
Albert Spaggiari décide alors de constituer une équipe pour mener le casse. Il se met en contact avec deux malfrats, Alain Bournat et Francis Pellegrin, qu'il charge de recruter une équipe dans le milieu marseillais dominé alors par Tany Zampa.

#### Travaux préliminaires de creusement du tunnel
Les travaux, qui se révèlent importants, commencent. Le premier coup de burin de creusement du tunnel est donné le 7 mai 1976. Pendant presque trois mois, une quinzaine d’hommes, dont vraisemblablement des professionnels du terrassement, empruntent, de nuit, les égouts depuis l’entrée amont de la partie couverte du fleuve Paillon, portant jusqu'à 50 kg de matériel (forets, burins, masses, lance thermique pour fondre le béton) à travers les 3 km de trajet sinueux dans les boyaux des égouts. Ils creusent dans un sol fait de terre, de poudingue et de pierre, un tunnel de 8 m de long aboutissant directement dans la salle des coffres. Il leur faut, pour finir, percer le mur de la salle des coffres qui fait 1,80 m d’épaisseur.
Les travaux, réalisés entièrement à la main afin de rester discret, sont très durs, les ouvriers passant parfois plusieurs nuits à essayer d'entamer la même pierre. Le tunnel est étayé, éclairé, aéré et même recouvert d'une moquette. Le vendredi 9 juillet 1976, Valéry Giscard d'Estaing, alors président de la République, est en visite à Nice. L'important dispositif policier force Spaggiari à interrompre les travaux pour quelques jours, et cela, une semaine avant la date qui est prévue pour le casse, avec, de plus, le risque que les services de sécurité du Président inspectent les égouts sur le passage du cortège présidentiel.

#### Week-end de l’ouverture de la salle des coffres

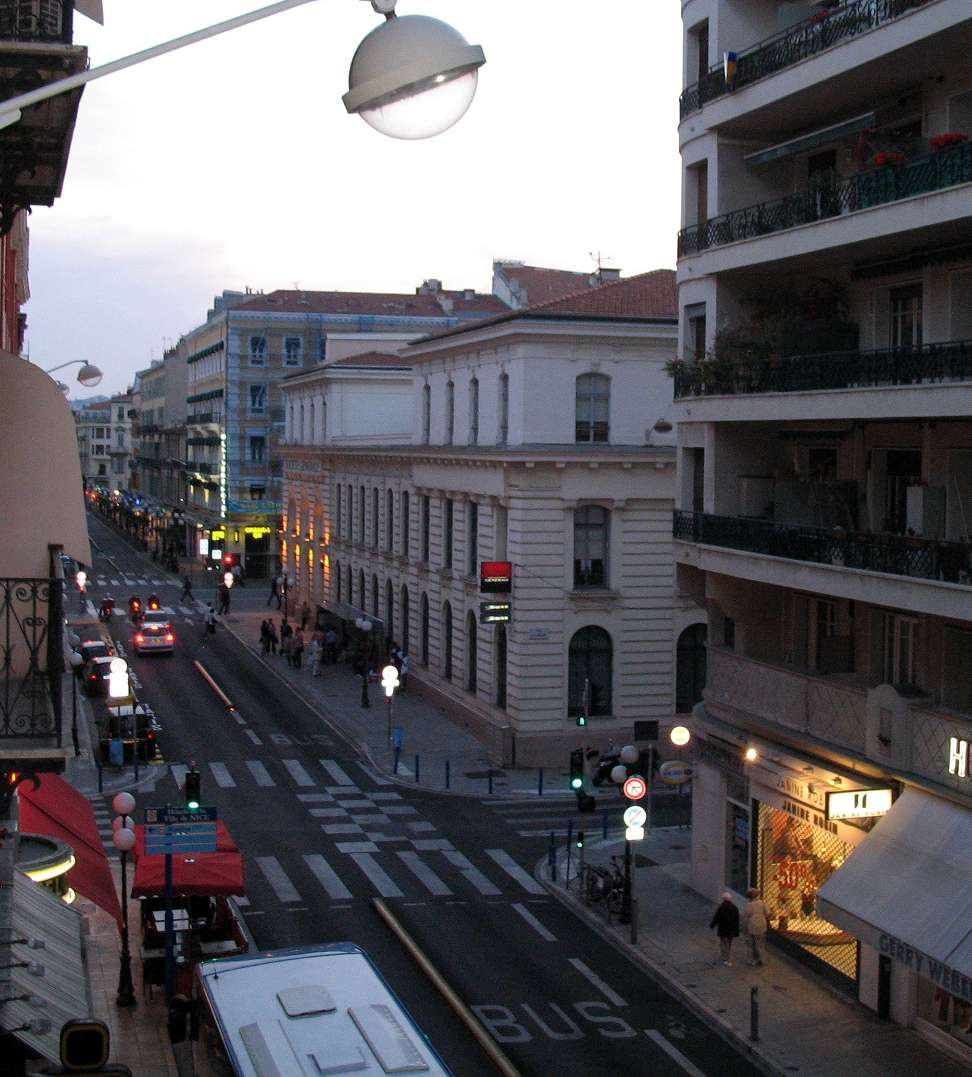
L'immeuble de la Société générale, rue de l'Hôtel-des-Postes.

Lorsqu'enfin les travaux se terminent, Albert Spaggiari fixe le week-end des 17 et 18 juillet 1976 pour donner l'assaut final aux coffres. L'électricité est installée dans la galerie, de gros chalumeaux et leurs bouteilles d'acétylène, des barres à mine, un vérin sont amenés pour ouvrir les coffres. À 21 h 30, le vendredi 16 juillet, le dernier morceau de mur menant dans la salle des coffres tombe. Le vérin est utilisé pour renverser le coffre qui s'appuyait sur le mur qui venait juste d'être percé.
L'équipe de treize hommes, qui campe tout le week-end dans la salle des coffres, ouvre, en deux jours et trois nuits, 371 coffres (sur un total de 4 000), beaucoup moins que prévu, tant ils résistent au chalumeau ou au pied-de-biche. Ils prennent aussi les lingots d'or et les devises entreposés dans la « réserve » de la banque, la caisse qui alimente les distributeurs automatiques de billets. Le butin est évalué à 50 millions de francs (l'équivalent de 40 millions d'euros de l'année 2023).
Spaggiari s'offre même le luxe de laisser ses complices travailler seuls le samedi soir pour aller dîner dans un restaurant de la ville avec une amie. Il revient dans la salle des coffres un peu plus tard. Selon certains témoignages, Spaggiari amena alors à ses hommes du vin et du pâté pour fêter leur victoire. Ils trouvèrent dans les coffres des photos dénudées de certaines célébrités locales qu'ils affichèrent sur les murs du coffre pour qu'elles soient vues par ceux qui y rentreraient.
Ce week-end-là, il pleut dans la région niçoise. Ce détail prend de l’importance, puisque le niveau de l'eau est fortement monté dans les égouts et devient susceptible de bloquer le « gang des égoutiers » dans leur retraite. Albert Spaggiari, qui ne veut pas prendre de risque inutile, entame l’évacuation de la salle des coffres le dimanche 18 juillet vers 2 h du matin. Il avoue plus tard qu'il aurait voulu bénéficier de trois heures de plus et que cette retraite anticipée lui a laissé un goût d'inachevé.
L'équipe, avant de partir, prend le soin d'effacer toute empreinte et ne laisse qu'un maigre indice qui n’aide pas la police : le message inscrit sur le mur du coffre par Spaggiari « Ni armes, ni violence et sans haine », dont toute la bande repassera à la craie chacune des lettres, histoire d'empêcher une éventuelle recherche graphologique. Néanmoins, de ce message insolite la police déduit qu'il ne s'agit pas des pratiques habituelles des voyous du milieu traditionnel. Selon « Amigo », l'un des braqueurs, et contrairement à ce qu'a raconté Spaggiari, la phrase n'avait aucune connotation idéologique.
De nombreux allers-retours et près de trois heures de travail et de trajet dans les égouts sont nécessaires pour sortir tout le butin à la surface avant le lever du jour, lundi 19 juillet 1976. Le niveau est monté dans les égouts et les comparses ont de l'eau jusqu'au cou.
Un 4×4 Land Rover a été placé par un complice sur la berge de la partie couverte du Paillon, espace utilisé comme voie d'entrée et de sortie des égouts. Il est chargé avec les 50 millions de francs du butin qui est partagé dans la journée par les complices dans une villa de l'arrière-pays niçois. Le soir du casse, Albert Spaggiari se réfugie chez sa compagne Emilia De Sacco, qui lui offre le gîte.

#### Remise en cause
Selon plusieurs sources, Albert Spaggiari n'aurait jamais été le cerveau du casse de Nice. En 2007, Thierry Colombié, spécialiste du crime organisé en France et de la French Connection, l'écrit dans Beaux Voyous (Fayard). En 2010, Jacques Cassandri alias « Amigo », un ancien de la French, affirme dans son livre La Vérité sur le casse de Nice, que Spaggiari n'a jamais été le cerveau, et se revendique comme étant celui-ci. Il écrit : « On savait que Spaggiari ne nous dénoncerait pas. Il avait un sentiment exacerbé de l’honneur. Et puis il était évident qu’il ne pouvait pas dire la vérité. Il aurait alors perdu son statut de vedette ». Ces révélations déclenchent une enquête menée par le juge d'instruction marseillais Charles Duchaine.
Lors de son procès en février 2018, Cassandri revient sur ses révélations en plaidant la fanfaronnade mal placée : « Je sais que je vais passer pour un comique, […] mais c’est uniquement un roman. Je n’ai pas du tout participé » au casse de la Société générale. Il est en effet poursuivi, entre autres incriminations, pour le blanchiment du produit du casse, délit qui n'est pas prescrit à la date de ses révélations. Une enquête patrimoniale a « révélé l’acquisition massive de biens immobiliers, outre les investissements dans des fonds de commerce totalement incompatibles avec les ressources déclarées ». Terrain et maison en Corse, une autre en Savoie, visons et bijoux, lingots d’or : « La fortune de Jacques Cassandri et de sa famille apparaît puiser son origine occulte dans le butin du casse de Nice », conclut le juge d’instruction. Cependant, le procureur ne retient pas le délit de blanchiment : « Il m’est impossible de relier les sommes de ce vol aggravé aux sommes retrouvées » déclare-t-il.
Jacques Cassandri meurt en réanimation du Covid-19 le 20 janvier 2022.

### Développements ultérieurs
Dans un premier temps, la police piétinera dans l'enquête, faute d'indices. Le message laissé par Spaggiari sur les coffres de la Société générale n'est pas pour les aider, tant il reflète mal l'état d'esprit normal du genre de bandits qui réussit ainsi un gros coup dans une banque à l'époque.
Spaggiari part d'abord en cavale aux États-Unis, quelques jours après le casse, mais il trépigne et se trouve en mal de reconnaissance. Il va ainsi commettre sa première imprudence. À Washington, il propose ses services à la CIA pour, par exemple, forcer des ambassades, en se présentant comme le cerveau du « casse du siècle » de Nice, sous le surnom de « Bert ». La CIA alerte la police française par télex.
La police recoupe le casse avec les informations d'un indic annonçant qu'une équipe s'apprêtait à faire un gros coup sur la région. Quelques semaines avant le casse, la gendarmerie de Plan-du-Var a effectivement appréhendé, sur les informations de cet indic, plusieurs individus suspects qui attendaient devant l'entrée d'une villa à Castagniers, mais n'a pu procéder à aucune interpellation, faute de preuves. Parmi ces personnages, la police reconnaît Daniel Michelucci et Gérard Vigier, bandits du milieu marseillais, déjà connus des services de police. Quelques mois avant le casse, la police avait également procédé, le 10 juin 1976, à un contrôle de routine dans Nice sur Daniel Michelucci et Gérard Vigier, alors qu'ils chargeaient un grand nombre de masses et de pointerolles (burins appartenant à la même série que ceux retrouvés dans les égouts) dans le coffre d'une voiture. La police procède donc à une perquisition dans ladite villa de Castagniers et y trouve des armes ainsi que des bottes portant de la terre, qui, analysée, s'avérera être la même que celle qui se trouve dans les égouts. Le quartier général de Spaggiari et de ses complices pendant les travaux vient d'être découvert.
Un peu plus tard, la police arrête Francis Pellegrin et Alain Bournat alors qu'ils missionnent un pigeon pour tenter de négocier, à l'agence du Crédit agricole de Roquefort-les-Pins, des lingots numérotés provenant du casse. Les deux malfrats avouent rapidement et dénoncent Albert Spaggiari comme étant le cerveau du casse. La police reste incrédule, car Spaggiari, qui n'est pas connu des services de police, n'a apparemment pas la carrure pour commander ses complices marseillais qui relèvent, eux, du grand banditisme. Il subsiste d'ailleurs actuellement un doute sur le fait que Spaggiari ait été le seul cerveau de l'opération dite du « Gang des égoutiers », car aucun élément n'a permis d'étayer cette thèse.
Spaggiari, qui ignore avoir été dénoncé, se trouve en tant que photographe de la ville, dans un voyage au Japon organisé par Jacques Médecin, alors maire de Nice. Albert Spaggiari est arrêté à son retour du Japon, le 27 octobre 1976, à l'aéroport de Nice, et incarcéré à la prison locale. La police perquisitionne la bergerie de Bézaudun-les-Alpes, où il vit avec sa femme, et y trouve grâce à un détecteur de métaux, sous un tas de fumier dans le poulailler, plusieurs armes de guerre (quatre pistolets automatiques, un fusil mitrailleur, des chargeurs et des munitions, des grenades, des détonateurs, onze pains d'explosifs…) et six millions de lires. Spaggiari nie les faits dans un premier temps, avant de les reconnaître enfin et après avoir insisté pour les avouer uniquement en présence d'un représentant officiel, en l'occurrence un des plus importants policiers de France, Honoré Gévaudan, directeur adjoint de la police judiciaire.
Pour le faire parler, Gévaudan se sert des convictions politiques anticommunistes de Spaggiari : il lui fait valoir l'impact désastreux du cambriolage de Nice sur le ministre de l'Intérieur et le gouvernement et le risque de victoire de l'Union de la gauche aux élections suivantes. Spaggiari cède et avoue avoir été l'instigateur du « casse ». Il donne de nombreux détails mais ne livre pas le nom de ses complices. Albert Spaggiari choisit pour sa défense maître Jacques Peyrat, membre du Front national et plus tard maire de Nice. Selon ses dires de l'époque, le casse aurait été destiné à financer une organisation politique secrète d'extrême droite italienne qu'il voulait créer, la Catena (« Chaîne » en italien) et dont le but était de contrer les attaques de l'extrême gauche italienne de l'époque.

### Évasion

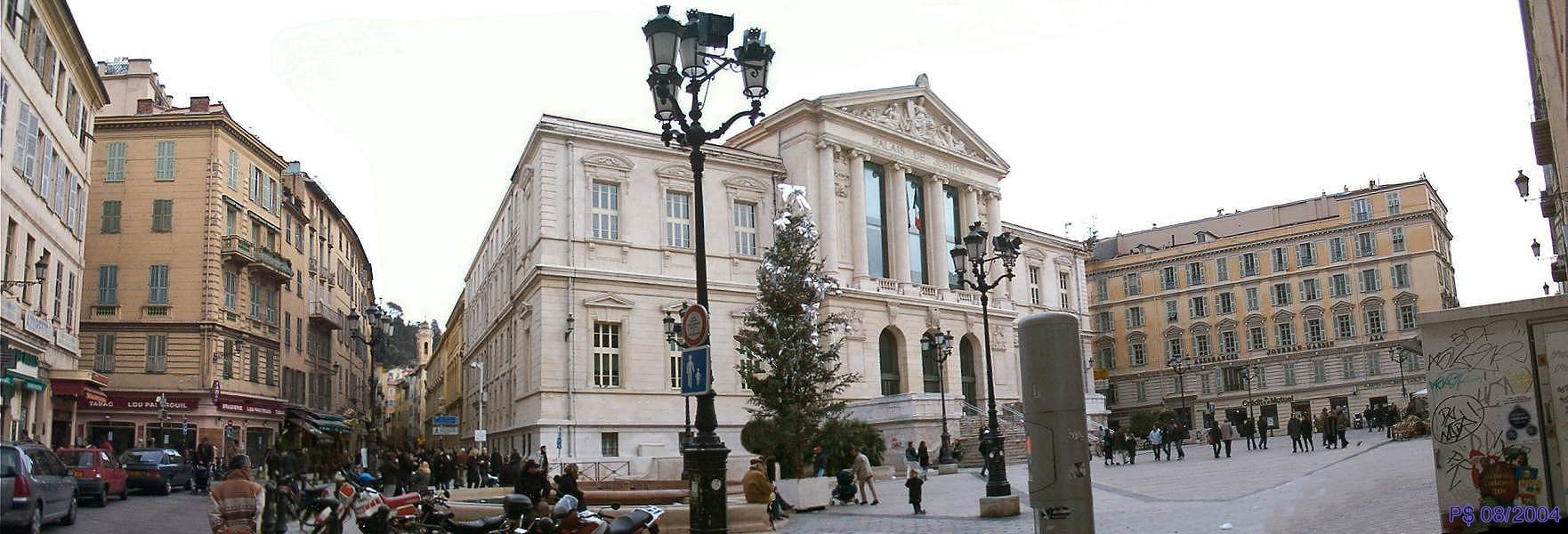
Le palais de justice et la rue de la Préfecture par laquelle Spaggiari s'enfuit après avoir sauté de l'une des fenêtres de la façade nord (façade de gauche sur la photo).

Albert Spaggiari est incarcéré à la prison de Nice en attendant son procès. Cela fait cinq mois déjà qu'il est en prison quand il confie à son avocat maître Jacques Peyrat son intention de s'évader. Celui-ci tente en vain de l’en dissuader. Ses copains d'Indochine et de l'OAS Robert Desroches et Michel Brusot, avec qui il a conclu un pacte, décident de le faire évader en prenant la solution la moins risquée. Celle-ci consiste à intervenir alors qu'il se trouvera dans le bureau du juge d'instruction Richard Bouazis, au palais de justice de Nice. Pour cela, Robert Desroches transmet un croquis de l'évasion à Spaggiari en prison. Il y représente un individu en train de sauter par la fenêtre du bureau du juge au palais de justice, en s'aidant d'une gouttière.
Le 10 mars 1977, Albert Spaggiari, Robert Desroches et Michel Brusot mettent à exécution le plan d'évasion. À 15 h, Spaggiari, fébrile en présence de son avocat Jacques Peyrat et du juge Richard Bouazis, demande d'abord au juge de faire sortir du bureau son escorte, sous prétexte de révélations à faire concernant des individus haut placés de la politique locale, ce que fait Richard Bouazis. Albert Spaggiari fournit alors au juge qui l'entend trois gribouillis représentant un plan d'accès au tunnel des coffres, sur trois feuilles, en les présentant comme une preuve. Le juge les examine alors, mais semble ne pas comprendre les croquis. Spaggiari se lève donc en prétextant vouloir expliquer plus en détail au magistrat les documents qu'il lui a remis, il s'approche de la fenêtre du bureau et saute du deuxième étage, par l'intermédiaire de la corniche de la porte cochère située juste en dessous de la fenêtre, sept mètres plus bas, sur le toit d'une voiture garée le long du trottoir. Il parvient à s'échapper grâce à un complice qui l'attend en moto. Beau joueur, il envoie au propriétaire de la Renault 6 endommagée un mandat de 5 000 francs au nom d'Albert Mandrino en guise de remboursement.
La moto l'amène jusqu'à un parc de stationnement souterrain situé sous la place Masséna, en plein centre de Nice et à moins d'un kilomètre du palais de justice d'où il vient de s'échapper. Il est transféré dans le coffre d'une voiture qui l'amène dans une planque située près du port de Nice, un appartement bourgeois dans le quartier du parc Vigier, où il retrouve ses deux amis qui ont organisé l'évasion. Il rejoint ensuite Paris. Spaggiari, en cavale, devient le premier bandit médiatique.
Des journaux de gauche affirmèrent que Spaggiari avait bénéficié d'aide parmi ses amis politiques, et en particulier de la part de l'ancien militant de l'OAS et maire de Nice Jacques Médecin. Ces accusations, considérées comme ridicules par Robert Desroches, compliquèrent néanmoins la tâche de Jacques Médecin au second tour des élections municipales de 1977.
En 1995, Jacques Peyrat accusera Christian Estrosi, futur ministre et maire de Nice et ancien champion de moto, d'avoir été le complice à moto de Spaggiari. Cette accusation sera démentie par Moto-Journal, le futur maire de Nice étant, ce jour-là, aux essais du Grand Prix de Daytona.

### Cavale
Il se grime et passe douze ans de cavale où il voyage beaucoup sous la fausse identité de Romain Clément (son état civil complet était : Romain Clément Albert Spaggiari, le nom de jeune fille de sa mère étant Clément ou une allusion au pseudonyme utilisé par Adolf Eichmann, Riccardo Klement ?). Il passe du temps en Amérique du Sud, au Brésil et en Argentine en particulier, pays pour lequel il se passionne et où il achète une grande propriété. Vivant toujours dans la crainte d'être retrouvé, il subit une opération de chirurgie esthétique, sous le bistouri d'Ivo Pitanguy, en Argentine. Après son opération pour un cancer du rein dans une clinique à Rome, en 1981, il repart un mois en Bolivie, craignant d'avoir parlé sous anesthésie.
Il voyage et se cache aussi en Espagne, au Chili et dans un chalet dans le nord de l'Italie, tout en revenant régulièrement en France. Il s'ennuie un peu, il écrit Les Égouts du paradis en 1978 depuis sa planque en Argentine. Il se marie religieusement à une admiratrice italienne qui l’aide à se cacher, notamment en France, près de Paris, dans la tour France à Puteaux. Il joue beaucoup avec la presse en envoyant des photos depuis ses planques (Spaggiari en père Noël…), ce qui amuse beaucoup les médias et les Français, tandis que la police se sent narguée et goûte peu ses provocations médiatiques. Il entretient l'image du gentleman cambrioleur. En 1983, il donne, depuis une planque à Madrid, une grande interview filmée où il raconte tous les détails du casse du gang des égoutiers. Pour la publication de son dernier livre Le Journal d'une truffe, il donne une interview au Figaro Magazine, ce que Roland Leroy reproche à Jean d'Ormesson, le 16 mai, et une autre à Bernard Pivot dans Apostrophes, réalisée en Italie, à Milan.

#### Procès
Le 23 octobre 1979, Spaggiari, toujours en cavale, est condamné par contumace à la prison à perpétuité.
Cinq de ses complices sont jugés au procès et condamnés à huit ans de prison. Il s'agit de Pellegrin, Bournat, Poggi, Michelucci et Vigier, tous du milieu marseillais. On pense aujourd'hui que les individus les plus impliqués étaient Michelucci et Vigier. Poggi aurait fait le lien avec le milieu marseillais et le duo Pellegrin/Bournat aurait eu des rôles subalternes de guetteurs. Plusieurs membres de l'équipe n'ont jamais été retrouvés.

#### Liens avec la police chilienne
En 2000, des documents déclassifiés de la CIA et publiés par la National Security Archive prouvent les liens entretenus entre Albert Spaggiari et le régime chilien d'Augusto Pinochet, en particulier avec l'agent de la DINA Michael Townley, responsable de l'exécution de l'ex-ministre de Salvador Allende, Orlando Letelier, à Washington, en 1976, ainsi que de celui du général Carlos Prats, à Buenos Aires.
Ces complicités avec la junte militaire chilienne comme avec le régime d'Argentine expliquent ses voyages dans ce pays.

### Mort
Alors qu'il est ruiné, la presse s'est lassée de ses fanfaronnades et ses dernières prestations médiatiques sont pathétiques. D'après le mensuel Le Choc du mois de mai 2008, l'abbé Philippe Laguérie, alors desservant de Saint-Nicolas-du-Chardonnet, a marié Albert Spaggiari avec Emilia De Sacco sur son lit de mort, Spaggiari considérant qu'« un curé, c'est forcément en soutane et ça parle latin ». Spaggiari meurt le 9 juin 1989, à 56 ans, d'un cancer du poumon, alors qu'il se trouve en exil dans une ferme de Belluno, en Italie, après douze années passées à se grimer et à fuir. Sa compagne Emilia remonte son corps en France en camping-car sans éveiller les soupçons des douanes et le dépose à Hyères, chez sa mère, le 14 juin. Il est enterré à Laragne-Montéglin, dans son village natal.

## Postérité
- Par ses braquages, ses déguisements et son grimage, Albert Spaggiari a ouvert la voie au gang des postiches[29].
- Après sa mort, il devient une véritable légende au sein des milieux d'extrême droite[30].
- On appelle familièrement « Spaggiari » un pastis de la marque Casanis : casse à Nice.[réf. nécessaire]

### À voir à Nice
- L'embouchure du Paillon à la sortie de sa partie couverte, marquant la limite entre la promenade des Anglais et le quai des États-Unis.
- L'entrée amont de la partie couverte du Paillon, à la hauteur de la rue de la Gendarmerie, derrière le Palais des expositions. C'est par là que les ouvriers sont entrés, on la voit dans le film de Jean-Paul Rouve et elle n'a pas changé depuis 1977.
- L'agence de la Société générale à l'angle de l'avenue Jean-Médecin et de la rue de l'Hôtel-des-Postes (no 34).
- La façade du palais de justice (Vieux-Nice), côté rue de la Préfecture (no 6). Les fenêtres ont depuis reçu des grilles.[réf. nécessaire]
- Le magasin photographique tenu par Albert Spaggiari et sa première épouse au 56, boulevard René-Cassin, à Nice.

## Publications
- 1977 : Faut pas rire avec les barbares
- 1978 : Les Égouts du paradis
- 1983 : Le Journal d'une truffe

## Médias

### Cinéma
- 1979 : Les Égouts du paradis, de José Giovanni ; d'après le livre éponyme d'Albert Spaggiari.
- 1979 : Un casse en or, film britannique de Francis Megahy.
- 2008 : Sans arme, ni haine, ni violence, de Jean-Paul Rouve.

### Musique
- Dans la chanson Buffalo débile (album Laisse béton), Renaud chante les exploits misérables d'un jeune braqueur pathétique et conclut en citant une variante de l'inscription du casse de Nice : « Ni haine, ni arme, ni violence ».
- La vie de Spaggiari est racontée dans la chanson Ni arme ni violence et sans haine du groupe de Limoges Lemovice dans l'album Le Front des Patriotes.
- Dans la chanson Téléphone, Booba vante les talents de Spaggiari pour disparaître comme il l'a fait après le "Casse du siècle". Il le mentionne également dans la chanson Boîte vocale ("underground comme Spaggiari").
- Dans un freestyle de 2019 de Gros94 avec Alkpote, Demon One et Halim, Spaggiari est mentionné plusieurs fois. Alkpote fait référence à son orientation politique, en chantant « Albert Spaggiari, Albert Spaggiari // N***e ta mère sale nazi, n***e ta mère sale nazi ».

### Documentaires télévisés
- Faites entrer l'accusé présenté par Christophe Hondelatte le 29 juillet 2004, « Albert Spaggiari, le casse du siècle » sur France 2.
- « L'Affaire Spaggiari, les dessous du casse du siècle » le 16 mai 2004 dans Secrets d'actualité sur M6, le 25 novembre 2009 dans Enquêtes criminelles : le magazine des faits divers sur W9 et le 7 juillet 2011 dans Les casses du siècle sur M6 [lire en ligne].
- Dans la série documentaire Les Grandes Evasions, présentée par Gilbert Collard[31], un épisode, "Spaggiari l'agent secret" est consacré à Spaggiari[32], et réalisé par Marc Maouad et Roland Sicsic, en 2009.
- « Albert Spaggiari : mythe... ou mytho ? », décembre 2014 dans Spécial Investigation sur Canal+.
- « Affaire Spaggiari, les derniers secrets du casse du siècle », le 6 novembre 2021 dans Au bout de l'enquête, la fin du crime parfait ? sur France 2.